# Jakob Friedrich Autenrieth
Jakob Friedrich Autenrieth (* 29. Dezember 1740 in Stuttgart; † 28. März 1800 in Stuttgart) war ein Professor an der Hohen Carlsschule Stuttgart, später württembergischer Rentkammerdirektor und Geheimrat in Stuttgart.

## Leben und Wirken
Jacob Friedrich war der Sohn Johann Konrads von Autenrieth (1705–1746) und der Pfarrerstochter Anna Regina Elsässer (1716–1773). Der Metzgermeister Johann Konrad hatte eine untergeordnete Position in der herzöglichen Finanzverwaltung inne. Aber vor allem in seinem angelernten Beruf und als Heereslieferant im Österreichischen Erbfolgekrieg war er zu einem erheblichen Vermögen gekommen. Nach seinem frühen Tod verheiratete sich die Witwe mit ihren vier Kindern im Alter von einem bis sechs Jahren mit dem ebenfalls verwitweten und sechsfachen Vater Viktor Heinrich Riecke (1797–1755). Letzterer war verantwortlich für die Anbahnung der Bildungslaufbahn seines Stiefsohnes.
Nach seinem Schulbesuch in Stuttgart absolvierte Jakob Friedrich Autenrieth im Alter von 16 bis 21 Jahren zunächst die Verwaltungsausbildung als Schreiber und arbeitete als Schreibergehilfe. Es folgte dann ein dreijähriges Studium an der Eberhard Karls Universität Tübingen in den Fächern Rechtswissenschaft und Kameralwissenschaft.
Nachdem er sich für 2000 fl. eine Sekretärsstelle beim herzöglichen Regierungsrat erkauft hatte, heiratete er im September 1767 die Tochter des Anhausener Prälaten Johann Friedrich Ramsler (1700–1757), Christiane Friederike. 1774 gehörte der zu den Gründungsmitgliedern der Freimaurerloge „Zu den 3 Cedern“ in Stuttgart.
1777 wurde er als Kameral- und Policeywissenschaftler außerdem zum Professor für Kameralwissenschaft an die Hohen Karlsschule in Stuttgart ernannt, einem Studienfach, das damals erst im Entstehen begriffen war. Durch seine rege Publikationstätigkeit, vor allem in den Jahren 1778–1780, verschaffte er sich eine entsprechende Reputation und war an höheren Stellen in der herzoglichen Verwaltung tätig, so ab 1780 als Rentkammer-Expeditionsrat.
In dieser Zeit vergrößerte sich seine Familie. Vier Söhne Christian Friedrich (1770), August Friedrich (1771), Johann Ferdinand Heinrich (1772), Christoph Friedrich (1774) und eine Tochter, Luise Friederike (1776).
Seine Entlassung aus allen Ämtern im Jahr 1787 durch Herzog Carl Eugen, deren Hintergründe immer noch nicht eindeutig geklärt sind, führten zu reichsweitem publizistischen Aufsehen, da die landschaftlichen Ausschüsse den Fall nutzten, das Entlassungsrecht des Landesherren in Frage zu stellen. Er wurde, wohl um den Konflikt nicht eskalieren zu lassen, als lokaler Finanzbeamten (Keller in Schorndorf) wieder eingestellt.
Auch unter dem Nachfolger Carl Eugens, kam es zu keiner Verbesserung der beruflichen Situation. Jakob Friedrich Autenrieth entschloss sich also nach dem Tod seines jüngsten Sohnes, mit seien beiden älteren Söhnen August Friedrich und Johann Ferdinand Heinrich in den Jahren 1794/95 die jungen Vereinigten Staaten von Amerika zu besuchen und erwog, sich dort niederzulassen.
Mit dem Amtsantritt Friedrich Eugens war es ihm wieder möglich in der württembergischen Verwaltung Fuß zu fassen. Zunächst als Rentkammerdirektor, seit August 1799 als Geheimer Rat.
Am 28. März 1800 verstarb er an einer Herzkrankheit. Er hinterließ eine 53-jährige Witwe mit zwei, auch später ledig bleibenden Söhnen. Zwei Jahre vor seinem Tod hatten sich im Juli 1798 sein Sohn Johann Heinrich Ferdinand, der bereits mit 27 Jahren Professor für Medizin in Tübingen geworden war, mit seiner Cousine Johanna Friederike Ramsler verheiratet und seine Tochter Luise Friederike mit Benjamin Ferdinand Mohl, einem Enkelsohn Johann Jacob Mosers.

## Veröffentlichungen
- Sätze aus der Policey-, Handlungs- und Finanzwissenschaft. Cotta, Stuttgart 1778 (Digitalisat).
- Die uneingeschränkte Vertrennung der Bauern-Güter, oder Bauernlehen. Cotta, Stuttgart 1779.
- Ein Hofrat reist nach Amerika. Briefe und Berichte Jakob Friedrich Autenrieths und seiner Familie von 1794/95 / zusammengestellt und bearbeitet von Bernd Friedrich Autenrieth (= Lebendige Vergangenheit, Bd. 11). Kohlhammer, Stuttgart 1988, ISBN 3-17-010063-7.